# Universidade Federal Rural do Rio de Janeiro
A Universidade Federal Rural do Rio de Janeiro (UFRRJ) é uma universidade federal brasileira localizada no município de Seropédica, no km 7 da BR-465, no Rio de Janeiro. A sede da instituição possui o maior campus da América Latina, com aproximadamente 3.024 hectares e um conjunto arquitetônico de 131.346 metros quadrados de área construída. A área não edificada apesar de não ser mata nativa, é lar de populações de animais como jacarés e capivaras, ocasionalmente se avistaram espécies não comuns na região, como cachorro do mato e lobo-guará. Historicamente, é conhecida como Universidade Rural do Brasil, por ter estabelecido as bases do ensino agropecuário no país.
A UFRRJ é uma universidade multicampi e conta com mais de 40 cursos de graduação, mais de 35 cursos de pós-graduação e quatro cursos técnicos no Colégio Técnico da UFRRJ (CTUR). Em um recente ranking elaborado pelo jornal Folha de S.Paulo, a Universidade Rural ficou entre as cinco melhores universidades do Estado do Rio de Janeiro, com destaque para alguns cursos que estão entre os melhores do país, como agronomia, ficando na 7ª posição.
No resultado de 2014 do Enade (Exame nacional de desempenho dos estudantes) a UFRRJ se consagrou como uma das melhores universidades do país, figurando no 36° lugar entre todas as instituições avaliadas no Brasil, e em 4° lugar no estado do Rio de Janeiro ficando a frente de outras importantes instituições como a UERJ, UFF e UNIRIO.
De acordo com o QS World University Rankings 2016 a Rural está entre as posições 351-400 das melhores instituições de ensino superior do mundo.

## História

### Origem
A UFRRJ tem suas origens no Decreto 8.319 de 20 de outubro de 1910, assinado por Nilo Peçanha, Presidente da República, e por Rodolfo Nogueira da Rocha Miranda, Ministro da Agricultura. Ele estabeleceu as bases fundamentais do ensino agropecuário no Brasil, criando a Escola Superior de Agronomia e Medicina Veterinária, cujo primeiro diretor foi o engenheiro agrônomo Gustavo Dutra. A sede foi instalada, em 1911, no palácio do Duque de Saxe, onde hoje está o CEFET/MEC, no Maracanã, Rio de Janeiro.
Inaugurada oficialmente em 1913, funcionou por dois anos com seu campo de experimentação e prática agrícola em Deodoro. Fechada sob alegação de falta de verbas para manutenção, em março de 1916 fundiu-se à Escola Agrícola da Bahia e à Escola Média Teórico-Prática de Pinheiro, onde hoje está instalado o Campus Nilo Peçanha do Instituto Federal do Rio de Janeiro, no Município de Pinheiral.
Nesse mesmo ano diploma-se a primeira turma de Engenheiros Agrônomos, com dois alunos, e, no ano seguinte, a primeira turma de Médicos Veterinários, com quatro alunos.
Em 1918, a Escola foi transferida para a Alameda São Boaventura, em Niterói, onde funciona hoje o Horto Botânico do Estado do Rio de Janeiro. O seu novo regulamento só foi aprovado em 1920, quando foi criado mais um curso, o de Química Industrial. Em 1927, a Escola mudou-se para a Praia Vermelha, no Rio de Janeiro. Em fevereiro de 1934, o Decreto 23.857 transformou os cursos na Escola Nacional de Agronomia, Escola Nacional de Medicina Veterinária e Escola Nacional de Química.
A Escola Nacional de Agronomia subordinava-se à extinta Diretoria do Ensino Agrícola, do Departamento Nacional de Produção Vegetal; a Escola Nacional de Veterinária ao Departamento Nacional de Produção Animal, do Ministério de Agricultura. A Escola Nacional de Química, transferida para o antigo Ministério da Educação e Saúde, viria a constituir-se na Escola de Engenharia Química da atual Universidade Federal do Rio de Janeiro – antiga Universidade do Brasil.
Em março de 1934, as Escolas Nacionais de Agronomia e Nacional de Veterinária tiveram o regulamento comum aprovado e tornaram-se estabelecimentos-padrão para o ensino agronômico do País. Neste ano formaram-se 12 Engenheiros Agrônomos e 16 Médicos Veterinários.
A Portaria Ministerial de 14 de novembro de 1936 tornou as Escolas independentes, com a aprovação de seus próprios regimentos.
Em 1938, o Decreto-Lei 982 reverteu a situação – enquanto a Escola Nacional de Agronomia passou a integrar o Centro Nacional de Ensino e Pesquisas Agronômicas (CNEPA), recém-criado, a Escola Nacional de Veterinária passou a subordinar-se diretamente ao Ministro do Estado.

### Universidade Rural
O CNEPA foi reorganizado em 1943, pelo Decreto-Lei 6.155, de 30 de dezembro. Foi na ocasião fundada a Universidade Rural, abrangendo na época a Escola Nacional de Agronomia, a Escola Nacional de Veterinária, Cursos de Aperfeiçoamento e Especialização, Cursos de Extensão, Serviço Escolar e Serviço de Desportos. Com os Cursos de Aperfeiçoamento e Especialização iniciava-se um programa de treinamento pós-graduado para áreas específicas dos currículos de Agronomia e Veterinária.
Um ano depois, o novo regimento do CNEPA, aprovado pelo Decreto-Lei 16.787, unificou os novos cursos de Aperfeiçoamento, Especialização e Extensão, além de criar o Conselho Universitário, à semelhança do hoje existente. A Universidade, além de consolidar os novos cursos e serviços criados, tomava as providências para, em 1948, transferir o seu campus para as margens da Antiga Rodovia Rio-São Paulo, hoje BR-465, no então distrito de Seropédica, do município de Itaguaí.
O ano de 1961 trouxe um novo Decreto, o de número 50.113, que, mais uma vez, alterou o regimento do CNEPA – a Universidade ganhou um novo órgão, a Escola Agrícola, então com denominação de Escola Agrotécnica Ildefonso Simões Lopes. Somente em 1963, pelo Decreto 1.984, a Universidade Rural passou a denominar-se Universidade Federal Rural do Brasil, envolvendo a Escola Nacional de Agronomia, a Escola Nacional de Veterinária, as Escolas de Engenharia Florestal, Educação Técnica e Educação Familiar, além dos cursos técnicos de nível médio dos Colégios Técnicos de Economia Doméstica e Agrícola “Ildefonso Simões Lopes”.

### O nome atual
Até maio do ano de 1967 a Universidade Rural do Brasil era vinculada ao Ministério da Agricultura. A atual denominação – Universidade Federal Rural do Rio de Janeiro – veio com o Decreto 60.731, de 1967 que transferiu para o Ministério da Educação e Cultura os órgãos de Ensino do Ministério da Agricultura.
A UFRRJ, uma autarquia desde 1968, passou a atuar com uma estrutura mais flexível e dinâmica para acompanhar a Reforma Universitária que se implantava no País. Com a aprovação de seu Estatuto, em 1970, a Universidade vem ampliando suas áreas de Ensino, Pesquisa e Extensão, tendo, em 1972, iniciado o sistema de cursos em regime de créditos.

### A criação dos cursos
Em 1966 é criado o curso superior de Engenharia Química. Em 1968, as Escolas Nacional de Agronomia e Veterinária se transformam em cursos de graduação. Em 1968, são criados os cursos de Licenciatura em História Natural, em Química e Ciências Agrícolas. No ano de 1970, têm início os cursos de Economia, Administração de Empresas, Zootecnia, Geologia e Ciências Contábeis. Em 1976, foram criados os cursos de Licenciatura plena em Educação Física, Matemática, Física e o Bacharelado de Matemática.
O primeiro curso noturno – Administração de Empresas – iniciou suas atividades em 1990. Em 1991, foi criado o curso de Engenharia de Alimentos.
Os primeiros cursos de pós-graduação na UFRRJ iniciaram as suas atividades em 1965. Foram oferecidos três cursos em nível de Mestrado: Medicina Veterinária-Parasitologia Veterinária, Agronomia-Ciência do Solo e Química Orgânica – que se consolidaram ao longo dos anos, dando origem a Cursos de Doutorado nos anos de 1977, 1979 e 1993, respectivamente. De 1976 a 1988 foram implantados os cursos de Mestrado em Ciência e Tecnologia de Alimentos, Patologia Veterinária, Microbiologia Veterinária, Desenvolvimento Agrícola e Fitotecnia. Em 1993, entrou em atividade o Curso de Mestrado em Ciências Ambientais e Florestais; em 1995, o curso de Mestrado em Fitotecnia criou a área de Agroecologia. Foram criados em 1994 e 1995 os cursos de mestrado e doutorado em Biologia Animal, doutorado em Ciências e Tecnologia de Alimentos, doutorado em Sanidade Animal e mestrado em Zootecnia. No ano de 2018 foi aprovado pela CAPES o curso de Economia Regional e Desenvolvimento do Instituto de Ciências Sociais Aplicadas da universidade.
Além dos cursos de Mestrado e Doutorado, a Universidade Rural vem oferecendo, nos últimos anos, vários cursos de especialização lato sensu em diversas áreas da Ciência. Em 1996, teve início um novo curso de especialização em Gestão e Estratégia no Agrobusiness. Outro curso de destaque é o curso de licenciatura em História da UFRRJ na unidade sede de Seropédica que iniciou-se em 2001 e oferecia uma entrada anual no período noturno. Foi reconhecido pelo MEC em 2004 e em 2009, foram criados o bacharelado e o turno vespertino com duas entradas. As habilitações em licenciatura e bacharelado são oferecidas tanto no horário vespertino como no noturno.

## Estrutura da UFRRJ

### Institutos no Campus Seropédica
O campus Seropédica da Universidade Rural conta com 12 institutos, a saber:
1. Instituto de Agronomia (IA)
2. Instituto de Ciências Biológicas e da Saúde (ICBS)
3. Instituto de Ciências Exatas (ICE)
4. Instituto de Ciências Humanas e Sociais (ICHS)
5. Instituto de Ciências Sociais Aplicadas (ICSA)
6. Instituto de Educação (IE)
7. Instituto de Florestas (IF)
8. Instituto de Tecnologia (IT)
9. Instituto de Veterinária (IV)
10. Instituto de Zootecnia (IZ)
11. Instituto de Química (IQ)
12. Instituto de Geociências (IGEO)

### Instituto Multidisciplinar em Nova Iguaçu
O Instituto Multidisciplinar da UFRRJ é uma Unidade Acadêmica da Universidade Federal Rural do Rio de Janeiro situada no município de Nova Iguaçu. Em funcionamento desde o ano de 2006, o Instituto Multidisciplinar, funcionou provisoriamente no Colégio Monteiro Lobato e na Rua Capitão Chaves 60, mas desde Janeiro de 2010 está funcionando no campus definitivo - uma área de 44 mil metros quadrados localizada, na Avenida Governador Roberto Silveira, ao lado do antigo Aero Clube do município.
Atualmente, os cursos de graduação oferecidos no Instituto Multidisciplinar são:
- Matemática;
- Turismo;
- História;
- Administração;
- Ciências Econômicas;
- Ciência da Computação;
- Pedagogia,
- Letras (Português-Literaturas e Português-Espanhol);
- Direito,
- Geografia

### Instituto Três Rios

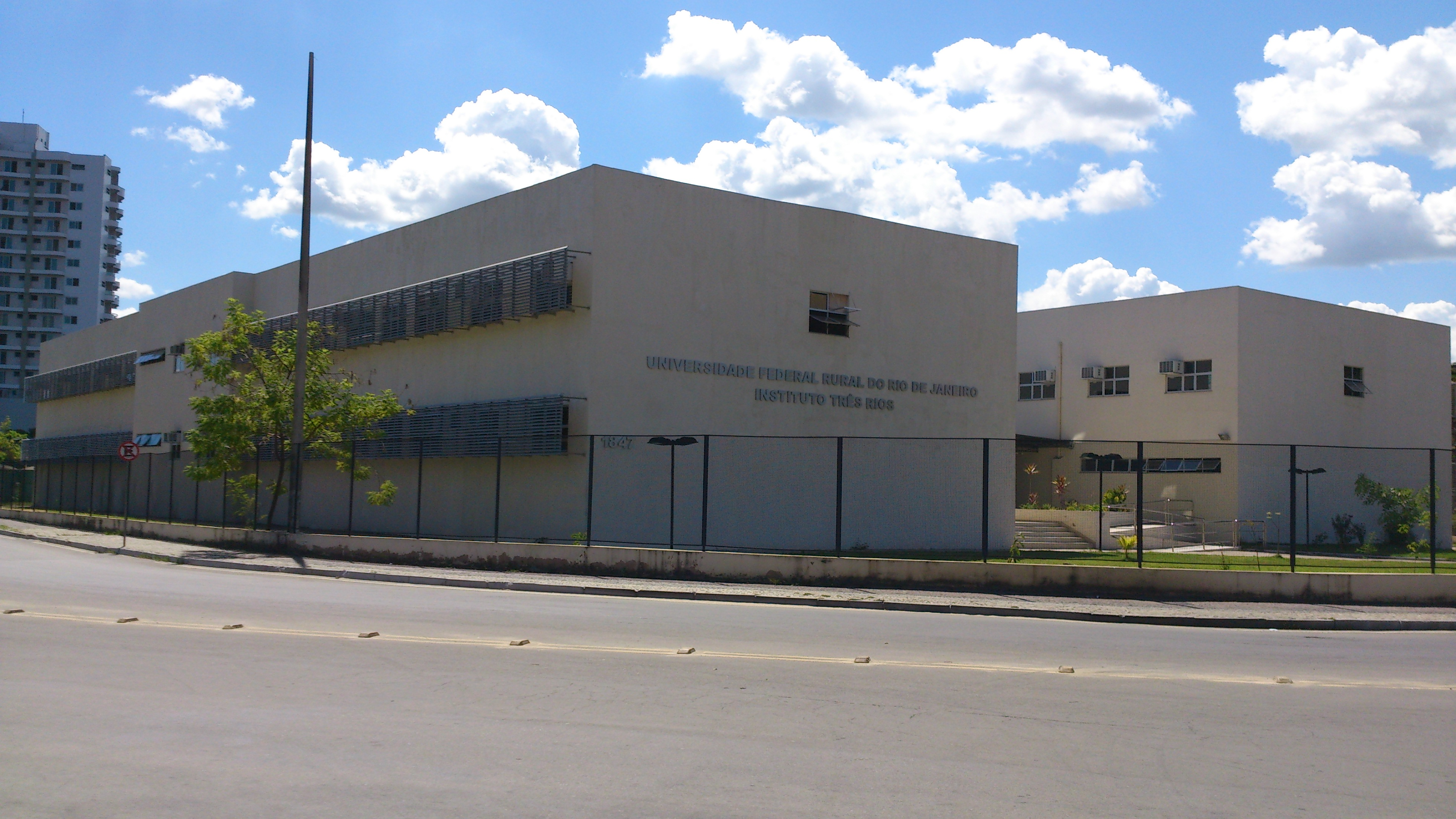
Instalações do campus fora de sede da Universidade Federal Rural do Rio de Janeiro na cidade de Três Rios, estado do Rio de Janeiro.

A história do Instituto Três Rios, em Três Rios, teve início em 1998. O instituto foi instalado provisoriamente no prédio do Colégio Entre Rios e, posteriormente, no prédio do Colégio Ruy Barbosa. Hoje o Instituto dispõe de uma Sede própria, localizada à Avenida Prefeito Alberto da Silva Lavinas, 1847 - Centro - Três Rios.
Atualmente, os cursos de graduação oferecidos no Instituto Três Rios são:
- Administração
- Ciências Econômicas
- Direito
- Gestão Ambiental

### CPDA/UFRRJ
O CPDA/UFRRJ é um programa interdisciplinar de ensino, pesquisa, extensão e intercâmbio em Ciências Sociais aplicadas ao conhecimento do mundo rural e áreas afins. Encontra-se situado na Avenida Presidente Vargas 417, 6° a 9° andares, Centro - Rio de Janeiro - RJ. Criado como Mestrado em 1977, passou a oferecer Doutorado a partir de 1995. Atualmente também oferece estágios de Pós-doutorado.
Centro de excelência em estudos agrários e do sistema agroalimentar brasileiro, possui uma forte vocação latino-americana, o que resultou em sua escolha pela FAO, em 1987, para ser a sede regional do Mestrado em Planejamento e Políticas de Desenvolvimento Agrícola e Rural para América Latina e Caribe. Este programa, que formou quatro turmas de mestres entre 1990 e 1999, foi desenvolvido em colaboração com professores da Itália e de outros países da União Europeia, através de programas de cooperação institucional. Nos últimos dez anos, a chegada de discentes da África visando formação nos níveis de Mestrado e Doutorado tem ampliado a inserção internacional do Programa.

### Campus Dr. Leonel Miranda
O Campus Dr. Leonel Miranda foi criado em 1991, com a transferência da estação experimental do antigo PLANALSUCAR para a UFRRJ. Situado em Campos dos Goytacazes, responsabiliza-se pela continuidade da pesquisa no setor canavieiro e representa um importante centro de apoio ao ensino, à pesquisa e à extensão agropecuária nas regiões Norte e Noroeste Fluminense.

### Estação de Biologia Marinha de Itacuruçá
Na Estação de Biologia Marinha de Itacuruçá, vinculada à Pró-Reitoria de Extensão, ocorrem experimentos de larvicultura, reprodução, crescimento e engorda de animais marinhos em cativeiro.  Destaque especial para pesquisas na área de carcinicultura. Localiza-se no distrito de Itacuruçá, município de Mangaratiba, estado do Rio de Janeiro.

### Colégio Técnico da UFRRJ
O Colégio Técnico da UFRRJ (CTUR), é uma instituição de ensino da rede pública federal, subordinado à reitoria da UFRRJ e situado no campus de Seropédica. O CTUR é fruto da junção, em 1973, de duas instituições: o Colégio Técnico de Economia Doméstica (CTED) e o Colégio Técnico Agrícola Ildefonso Simões Lopes. No entanto, sua história começou com a implantação do Aprendizado Agrícola, em 1943.
A partir de 1988, o CTUR veio a ocupar um antigo prédio de pós-graduação da UFRRJ, localizado no campus, às margens da Rodovia BR 465, antiga Estrada Rio – São Paulo, estado do Rio de Janeiro, onde se encontra até os dias de hoje. Essas instalações foram aumentadas e outros prédios foram incorporados, de acordo com os interesses da comunidade, para serem utilizados em atividades próprias de ensino. A área total do colégio é, atualmente, de 60 hectares, onde se desenvolvem várias de suas atividades voltadas para os cursos que oferece. Hoje, o CTUR permanece vinculado à UFRRJ e pertence à Rede Federal de Educação Profissional Científica e Tecnológica, instituída pela Lei 11.892, de 29 de dezembro de 2008.
Cursos:
- Técnico em Agroecologia;
- Técnico em Hospedagem;
- Técnico em Meio Ambiente;
- Técnico em Agrimensura;
- Ensino Médio.

## Cursos de graduação

### Cursos de graduação presenciais
A universidade oferece em seus três campi um total de 42 cursos na modalidade presencial:
| Ciências Biomédicas - Biologia - Ciências Agrárias - Ciências Biológicas - Educação Física - Farmácia - Medicina Veterinária - Psicologia - Zootecnia | Ciências Exatas - Engenharia Ambiental e Agrícola - Engenharia Agronômica - Engenharia de Alimentos - Engenharia Cartográfica e de Agrimensura - Engenharia Florestal - Engenharia de Materiais - Engenharia Química - Física - Geologia - Matemática - Sistemas de Informação - Química - Ciência da Computação | Ciências Humanas e Sociais - Administração - Administração Pública - Arquitetura e Urbanismo - Artes Visuais - Ciências Contábeis - Ciências Econômicas - Ciências Sociais - Comunicação Social: Jornalismo - Direito - Filosofia - Geografia - Gestão Ambiental - História - Hotelaria - Turismo - Letras: Português e Literaturas - Letras: Português e Inglês - Letras: Português e Espanhol - Pedagogia - Serviço Social - Relações Internacionais |

### Cursos de graduação à distância
Os cursos a distância funcionam através do consórcio CEDERJ, firmado entre seis universidades parceiras, CEFET-RJ, UENF, UERJ, UFF, UFRJ, UFRRJ e UNIRIO.A UFRRJ oferece os cursos de Bacharelado em Administração e Licenciatura em Turismo.
A UFRRJ iniciou em 2023 o curso de Licenciatura em Educação Especial, há polos nos campus localizados em Seropédica, Nova Iguaçu, Três Rios, Campos dos Goytacazes e na unidade localizada na Avenida Presidente Vargas no Rio de Janeiro. Será o único curso de graduação a distância da universidade que não é em parceria com o consorcio CEDERJ

### Curso de graduação de licenciatura em Educação do Campo
O curso de licenciatura em Educação do Campo é oferecido na modalidade presencial com regime de alternância. Durante um período do semestre letivo os alunos realizam as atividades na sede da UFRRJ e no período restante realizam as atividades em suas comunidades de origem.

## Cursos de pós-graduação
Cursos stricto sensu e lato sensu:
- Agronomia (Ciência do Solo)[nota 1]
- Agroecologia e Agricultura Orgânica[nota 2]
- Biologia Animal[nota 1]
- Ciência e Tecnologia em Alimentos[nota 1]
- Ciência, Tecnologia e Inovação em Agropecuária[nota 3]
- Ciências Ambientais e Florestais[nota 1]
- Ciências Fisiológicas (Multicêntrico)[nota 1]
- Ciências Sociais em Desenvolvimento Agricultura e Sociedade[nota 1]
- Desenvolvimento Territorial e Políticas Públicas[nota 4]
- Economia Regional e Desenvolvimento[nota 4]
- Educação Agrícola[nota 4]
- Educação, Contextos Contemporâneos e Demandas Populares[nota 4]
- Estatística Aplicada[nota 5]
- Filosofia[nota 1]
- Fitotecnia[nota 1]
- Fitossanidade e Biotecnologia Aplicada[nota 4]
- Educação Agrícola e Ambiental[nota 4]
- Educação, Contextos Contemporâneos e Demandas Populares[nota 6]
- Engenharia Química[nota 4]
- Gestão e Estratégia[nota 2]
- História[nota 7]
- Medicina Veterinária (Patologia e Ciências Clínicas)[nota 1]
- Química[nota 1]
- Ciências Veterinárias;
- Zootecnia[nota 1]
- Floresta Urbana

1. ↑  «Fórum de Pró-Reitores de Extensão das Universidades Públicas Brasileiras». Rede Nacional de Extensão. Consultado em 14 de outubro de 2021. Arquivado do original em 31 de agosto de 2009
2. ↑  «Recursos financeiros». UFRRJ em números. Consultado em 14 de outubro de 2021. Arquivado do original em 8 de março de 2016
3. ↑  «Agronomia: Avaliação de ensino». Ranking Universitário Folha 2013. Folha de S.Paulo. 2013. Consultado em 14 de outubro de 2021. Cópia arquivada em 25 de setembro de 2021
4. ↑  Pati, Camila (18 de dezembro de 2015). «As melhores universidades brasileiras, segundo o MEC». Revista Exame. Editora Abril. Consultado em 8 de julho de 2016. Arquivado do original em 13 de março de 2016
5. ↑  «Universidade Federal Rural do Rio de Janeiro». QS World University Rankings. Quacquarelli Symonds. 16 de julho de 2015. Consultado em 8 de julho de 2016. Cópia arquivada em 14 de outubro de 2021
6. ↑  Otranto, Célia Regina (2009). A autonomia Universitária no Brasil: Dádiva legal ou construção coletiva? O caso da Universidade Federal Rural do Rio de Janeiro. Seropédica: Editora da Universidade Federal Rural do Rio de Janeiro. p. [falta página]. ISBN 9788585720674
7. ↑  «Nossa História». Colégio Técnico da UFRRJ. Consultado em 14 de outubro de 2021. Arquivado do original em 5 de março de 2016
8. ↑  Comunicação, COTIC-Coordenadoria de Tecnologia da Informação e (24 de fevereiro de 2023). «Novo Curso de Licenciatura em Educação Especial da UFRRJ». Portal UFRRJ. Consultado em 3 de maio de 2023
9. ↑  «Pró-Reitoria de Pesquisa e Pós-Graduação». Universidade Federal Rural do Rio de Janeiro. Consultado em 14 de outubro de 2021. Arquivado do original em 10 de julho de 2016

Nível:
E - Especialização, M - Mestrado Acadêmico, D - Doutorado, P - Mestrado Profissional, B - Doutorado Binacional Brasil-Argentina.

## Cultura popular
Devido sua beleza, a universidade serviu de cenário para diversas produções audiovisuais brasileiras. Alguns exemplos destes trabalhos são as gravações da novela das seis Coração de Estudante da Rede Globo, em 2002, da novela A Vida da Gente, da Rede Globo em 2011, e da novela das oito Em Família, também da Rede Globo, em 2014. Além de novelas, foi gravado o clipe Se Enamora, do grupo infantil Turma do Balão Mágico, em 1984, e o clipe Matriz, da banda Ramirez, em 2006.

## Acesso a dados acadêmicos
O aluno da universidade tem acesso a seus dados acadêmicos, assim como a opção de realização de sua pré-matrícula, através do sítio. Os professores, chefes de departamento e técnicos também podem acessar o Portal SIGAA para divulgar notas, agendar provas e trabalhos, divulgar arquivos para turmas específicas. O SIGAA é um dos sistemas da ferramenta de gestão informatizada desenvolvida pela UFRN e adquirido pela UFRRJ. Os outros são o SIPAC, relativo a administração de contratos e serviços com empresas fornecedoras de bens e prestadoras de serviços; SIGRH, relativo a administração de recursos humanos próprios da universidade (docentes e técnicos administrativos ); SIGELEIÇÃO, controle de processos eleitorais internos da universidade e SIGADMIN, que faz a administração e gerenciamento dos outros sistemas.

## Galeria de fotos

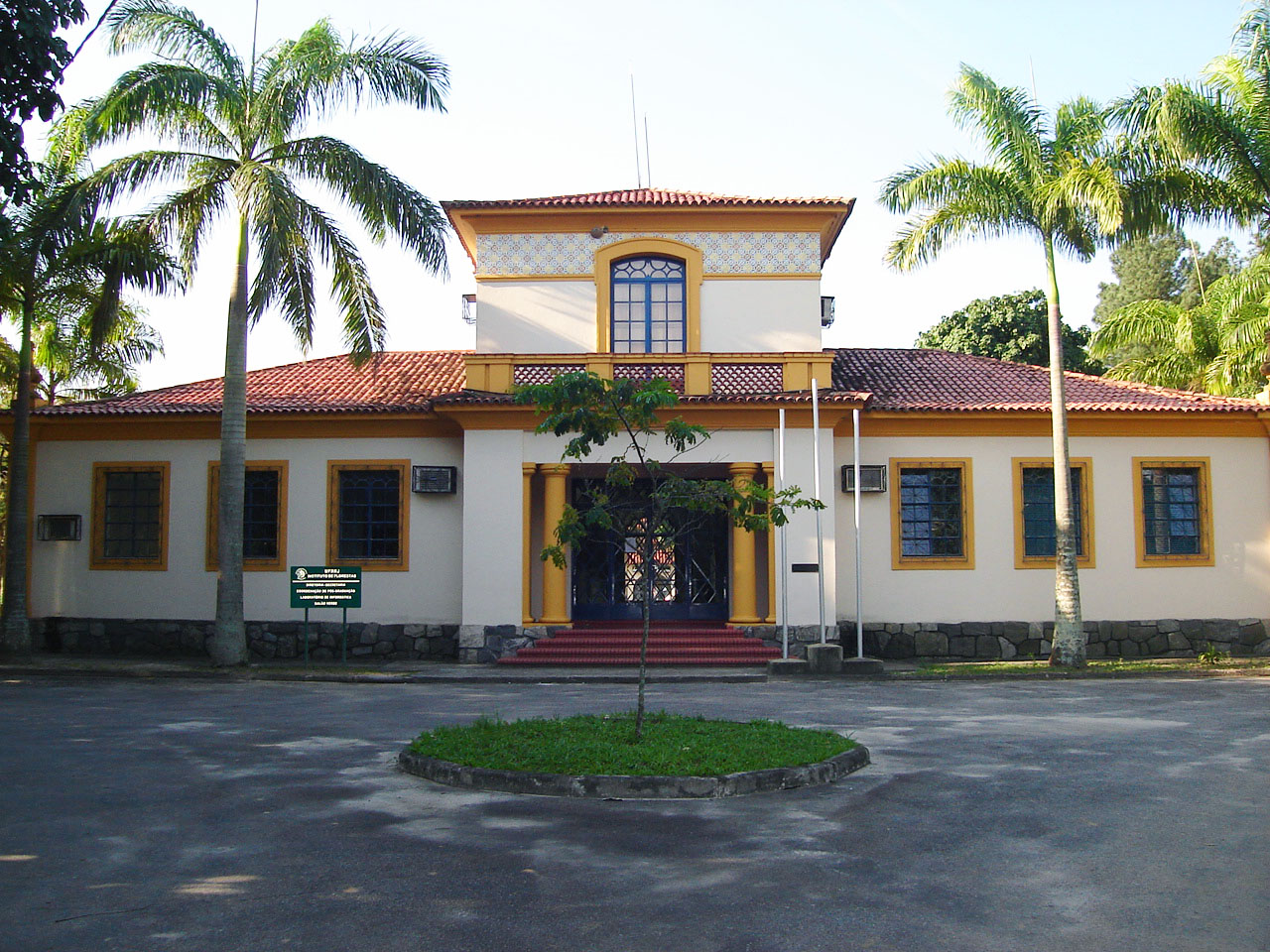
Instituto de Florestas
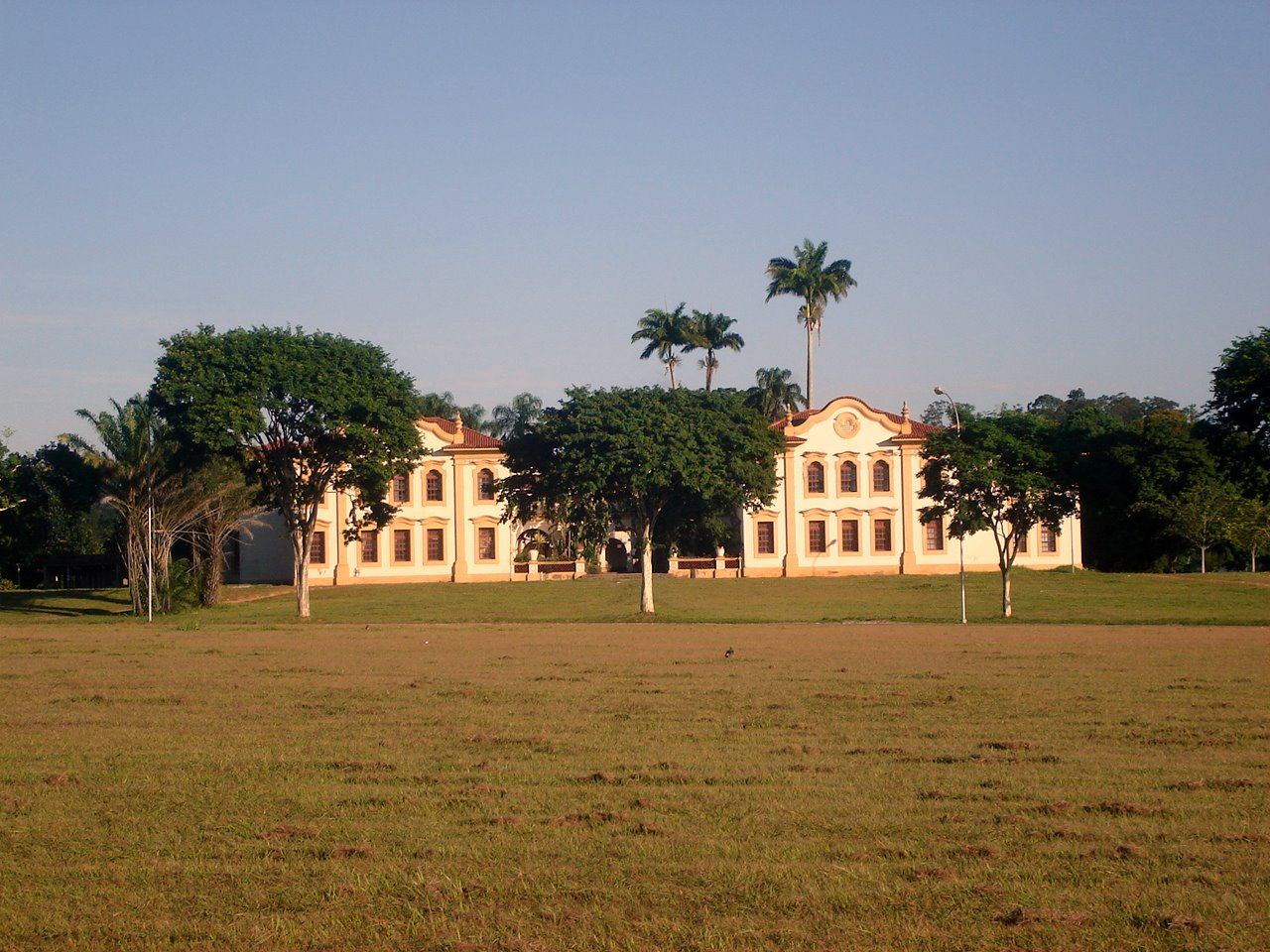
Instituto de Biologia
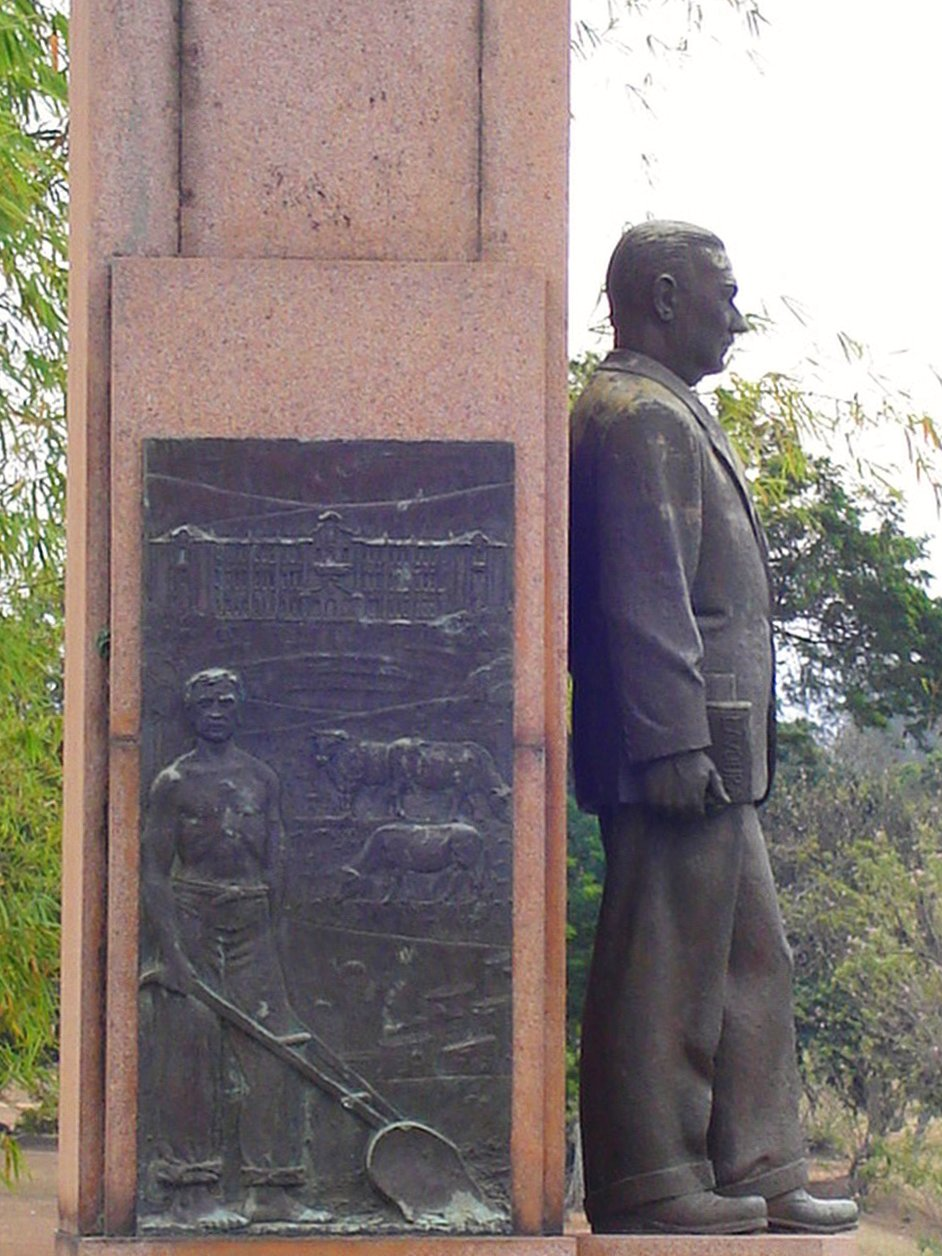
Monumento a Fernando Costa
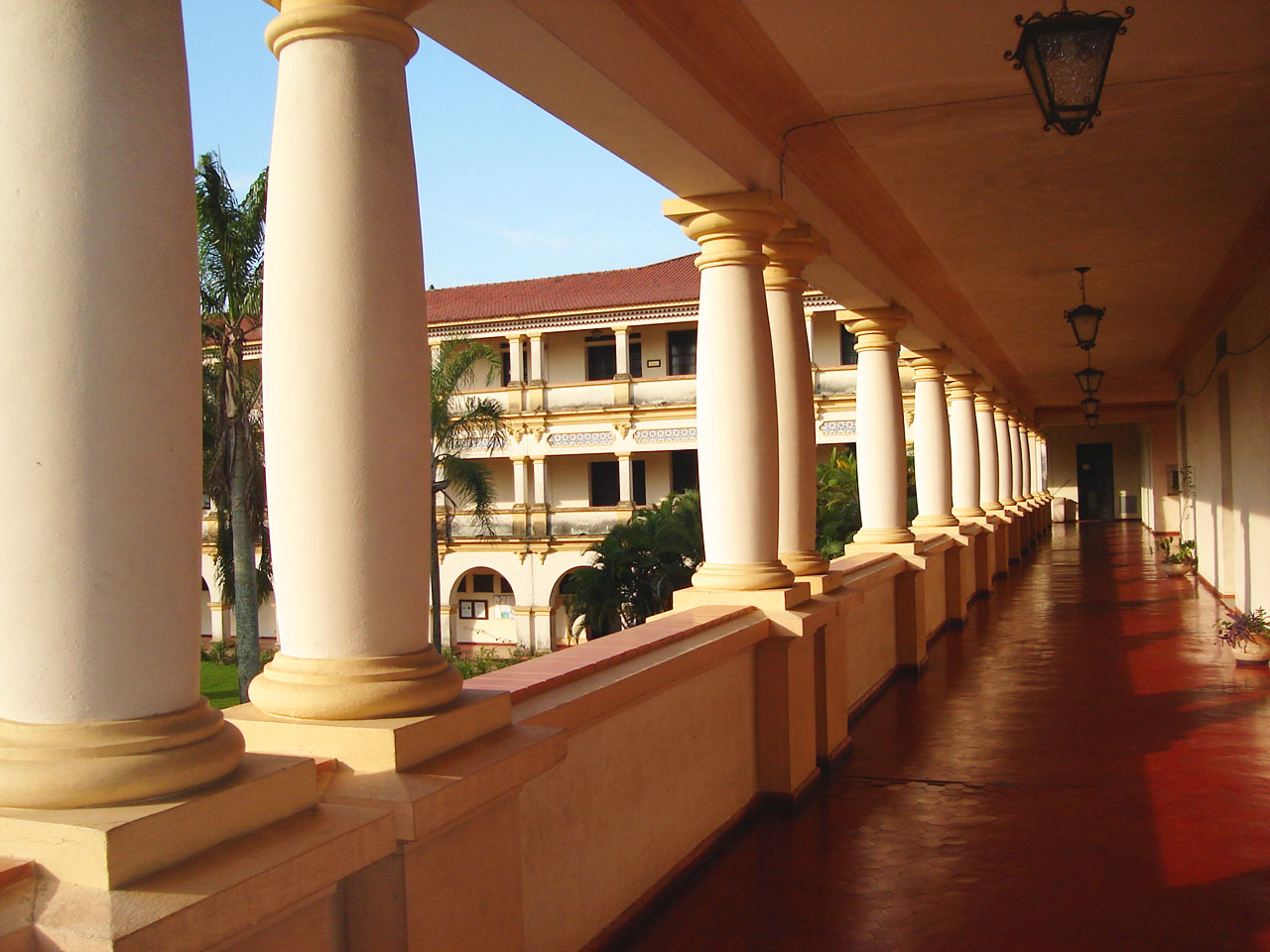
Corredores do P1 (Prédio Principal)
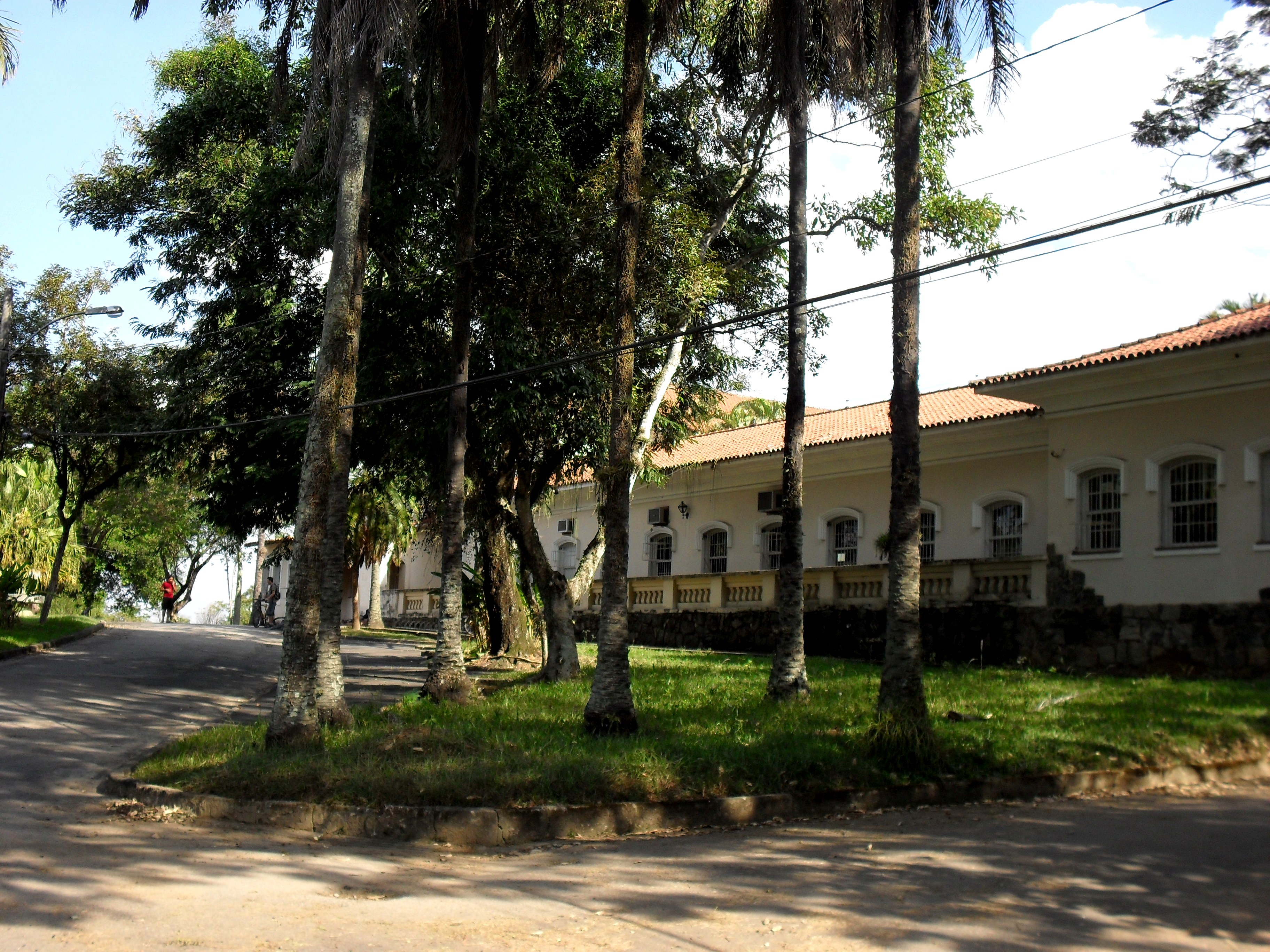
Instituto de Agronomia
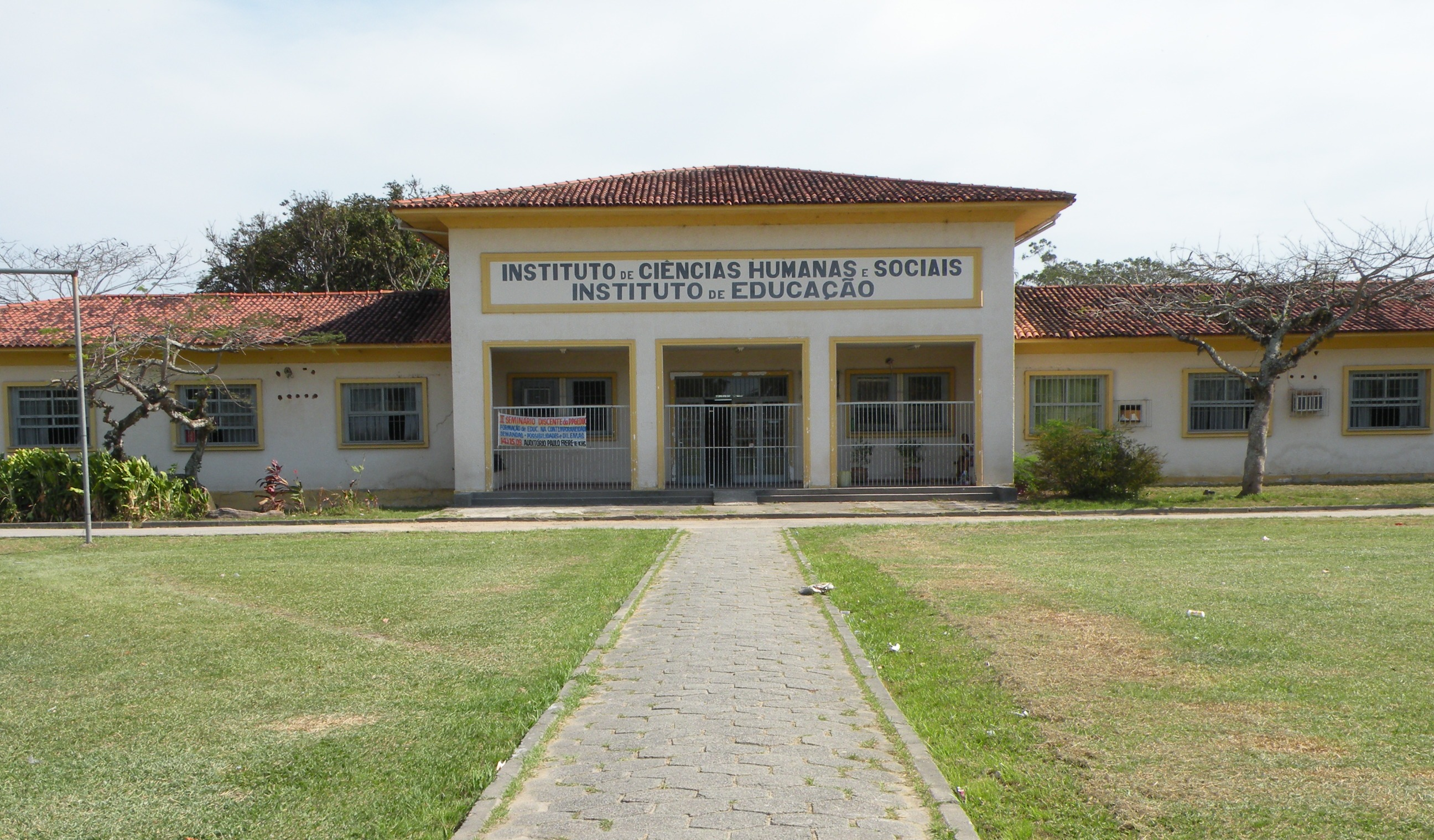
Instituto de Ciências Humanas e Sociais e de Educação
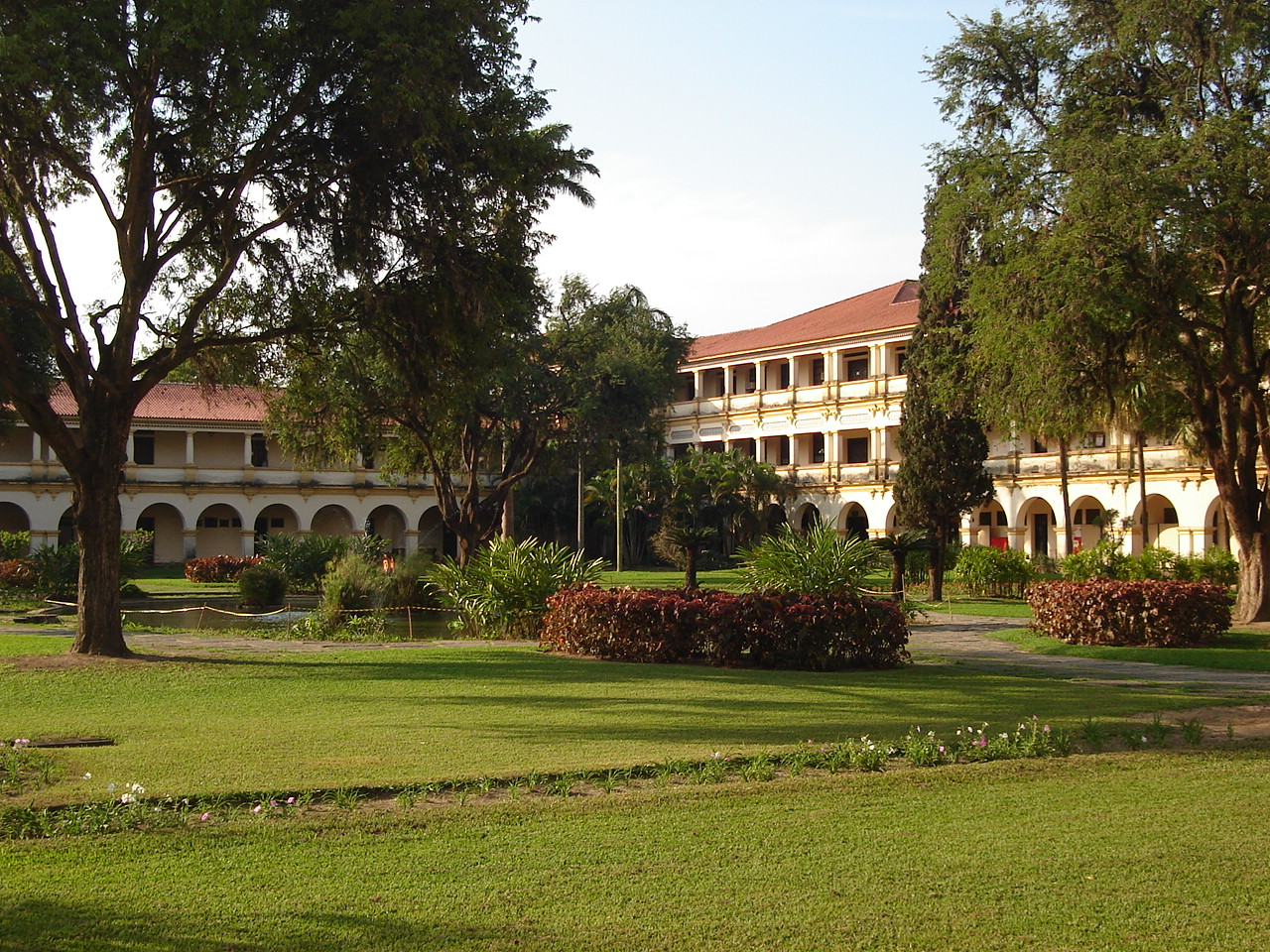
Jardim do P1 (Prédio Principal)
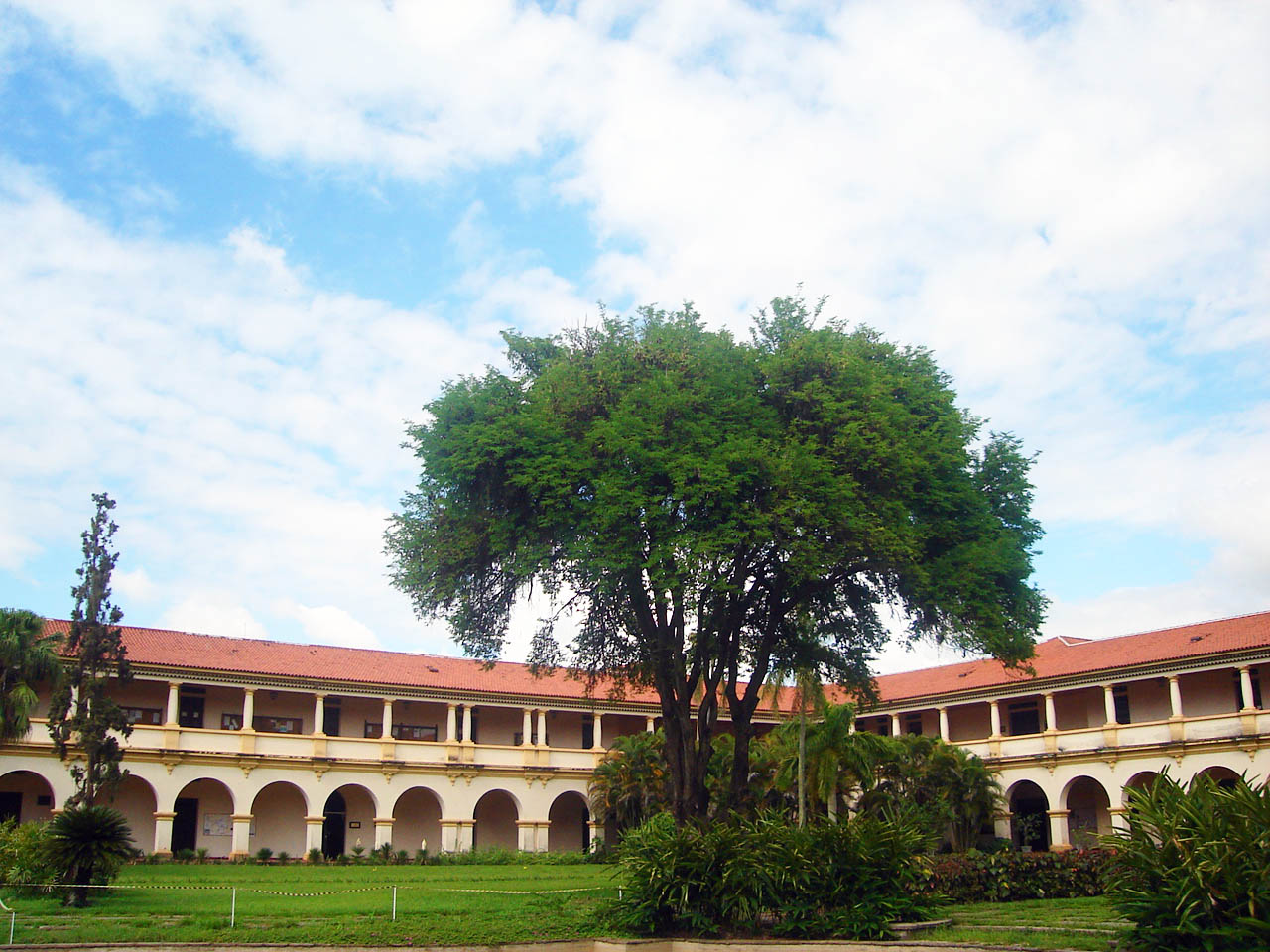
Área interna do P1 (Prédio Principal)
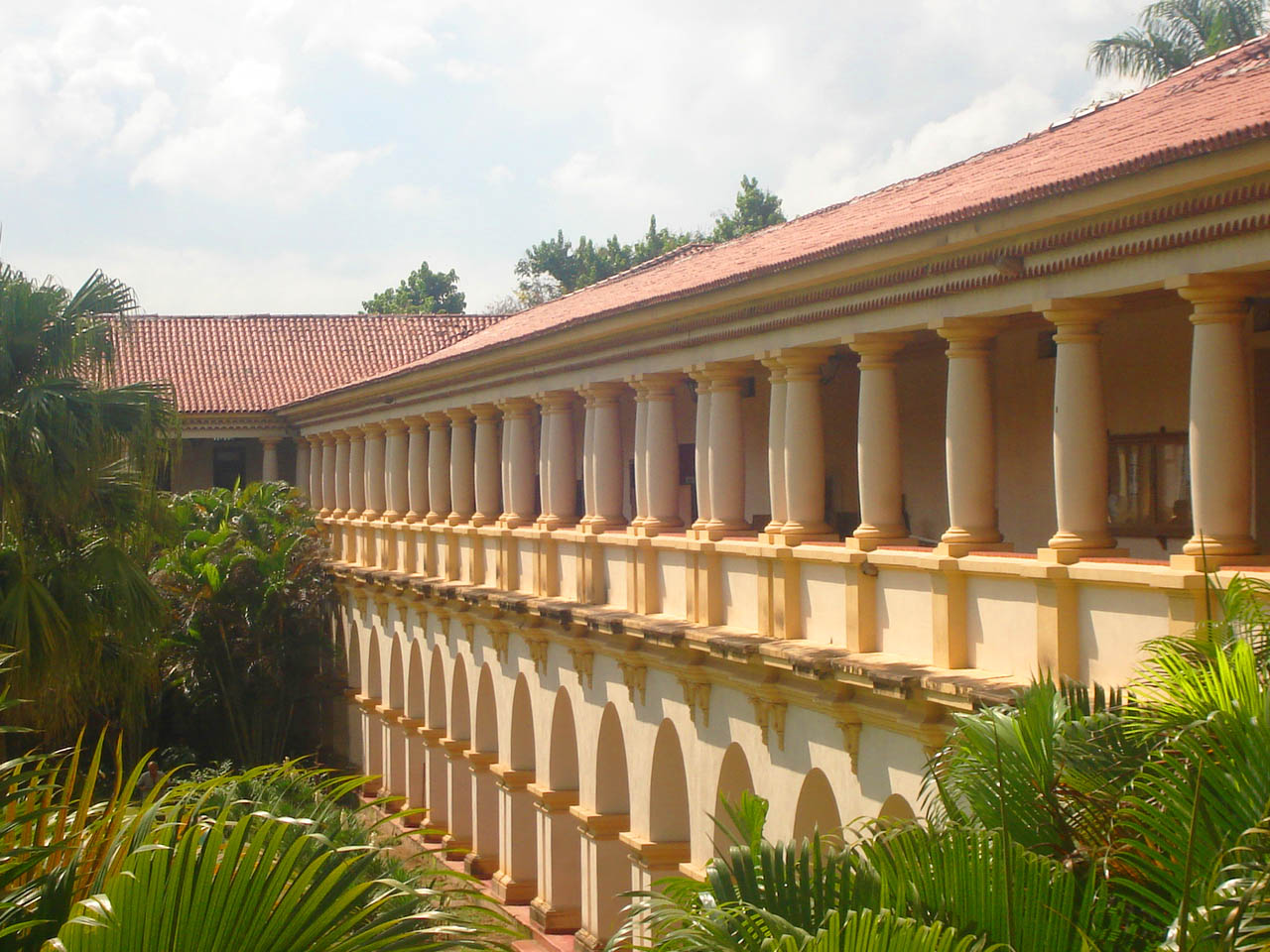
Área interna do P1 (Prédio Principal)